# 김미선 (기자)
김미선은 TV조선 정치부 기자이다.
남편은 조선일보 장상진 (조선NS 대표)이다.https://media.naver.com/journalist/023/76375

## 학력
- 복자여자고등학교 졸업
- 이화여자대학교 졸업

## 경력
- 2003년 : YTN 기자, 앵커 (YTN 24)
- 2011년 : TV조선 기자
- 2013년 : TV조선 메인뉴스 '뉴스쇼판' 앵커
- TV조선 정치부 기자
- TV조선 정치부 차장대우
- TV조선 시사제작부 차장대우
- TV조선 시사제작부 기자
- 조선일보 유튜브 '팩폭시스터'진행
- TV조선 정치부 차장대우
- TV조선 보도위원실 차장

## 진행
- YTN 패션＆스타일 앵커
- YTN YTN 24 앵커
- TV조선 뉴스쇼판 (2012년 9월 17일 ~ 2015년 5월 29일 - 평일, 2016년 2월 13일 ~ 5월 1일 - 주말)
- 이것이 정치다 패널
- 조선일보 유튜브 팩폭시스터 기획 및 진행